# 林田町
林田町（はやしだちょう）は、かつて兵庫県中西部、揖保郡の東部に存在した町。古くは因幡街道沿いの宿場町として栄え、林田藩建部家一万石の城下町であった。
1967年（昭和42年）3月5日、姫路市に吸収合併となり消滅した。「林田町」の地名は「姫路市林田町○○」として残る。

## 地理
- 河川
  - 林田川
    - 佐見川

  - 大津茂川

### 隣接していた自治体（廃止当時）
- 姫路市、龍野市、安富町、夢前町、新宮町

## 歴史
- 1955年（昭和30年）3月25日 - 林田村、伊勢村が合併して発足。
- 1967年（昭和42年）3月5日 - 姫路市への編入合併により消滅。

昭和の大合併において、姫路市は1965年（昭和40年）以降、「広域にわたる一元的地方公共団体の形成」を目指して福崎町・香寺町・夢前町・林田町の4町との合併を検討したが、林田町以外の3町はこのとき諸種の事情から合併協議会のメンバーに入らず、林田町のみが姫路市との合併を進めることになった。林田町は国道29号の拡幅等により「既に同一経済圏、同一生活圏に包含されている。」とされた。

## 行政
藩校敬業館の跡地に林田町役場を置いていた。役場は現在姫路市役所林田出張所・林田公民館となっている。

## 交通

### 道路
- 国道
  - 国道29号
- 県道
  - 兵庫県道413号護持下伊勢線
  - 兵庫県道435号上伊勢誉田線
  - 兵庫県道519号菅生澗林田線

### バス
- 神姫バス
  - 31系統 姫路駅前 - 青山 - 林田 - 山崎
  - 32系統 姫路駅前 - 青山 - 上伊勢・口佐見 - 山崎

## 名所・旧跡・観光スポット・祭事・催事
- 因幡街道
- 林田八幡神社
- 素麺濫觴之碑
- 祝田神社
- 塩阜神水
- 道林寺
- 済水寺
- 薬師寺
- 円福寺
- 林田藩陣屋跡
- 敬業館
- 建部神社
- 旧大庄屋三木家住宅
- 長谷川家住宅
- 伊勢 岩屋の森

## ギャラリー

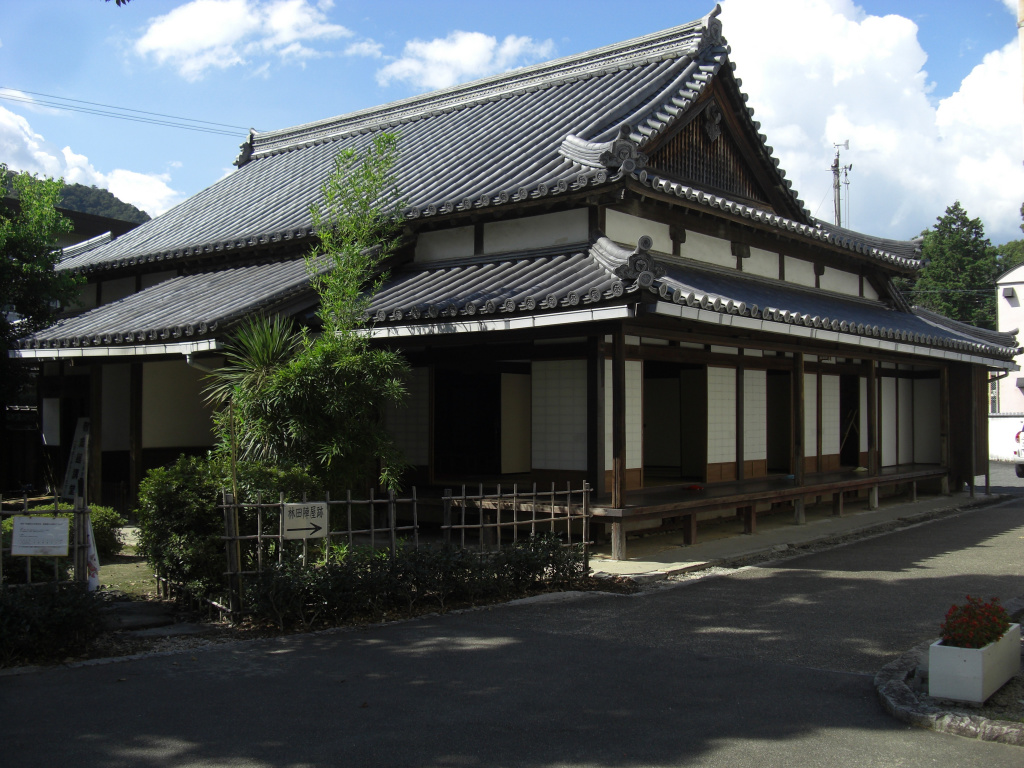
林田藩 敬業館講堂
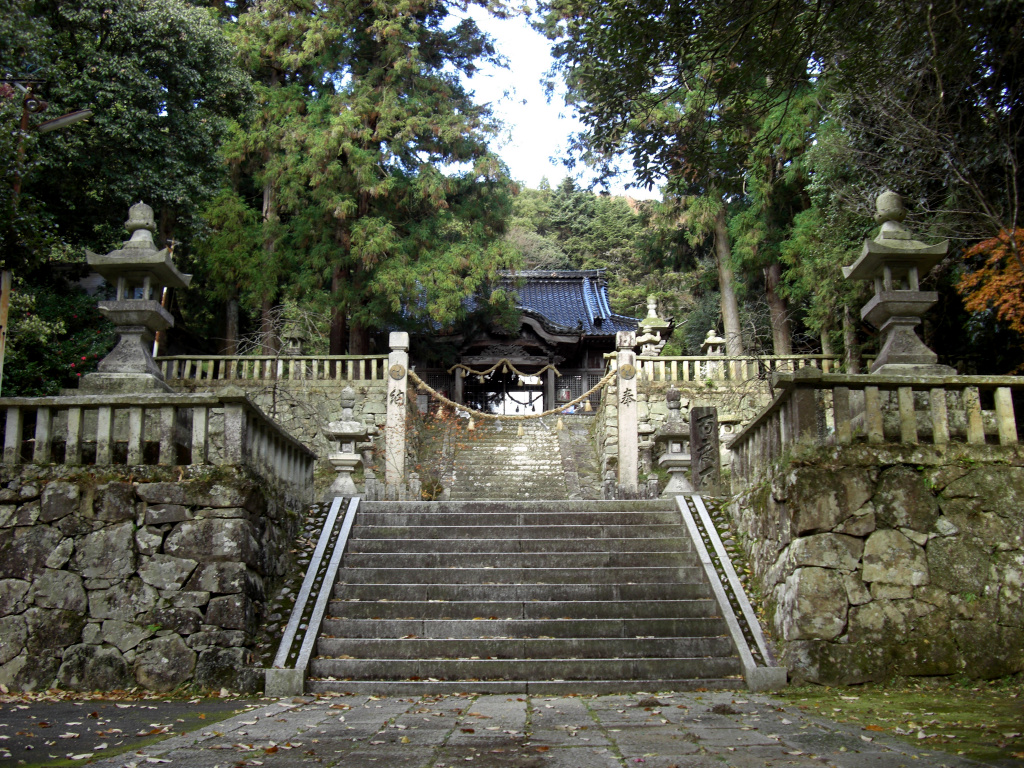
林田八幡神社
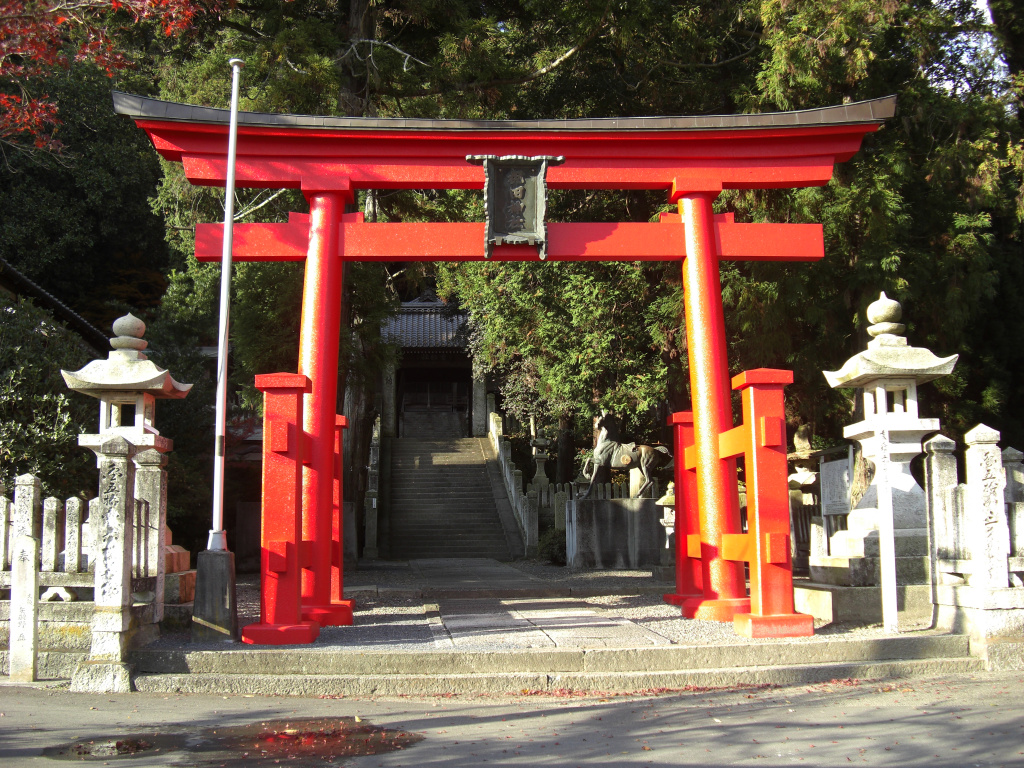
祝田神社
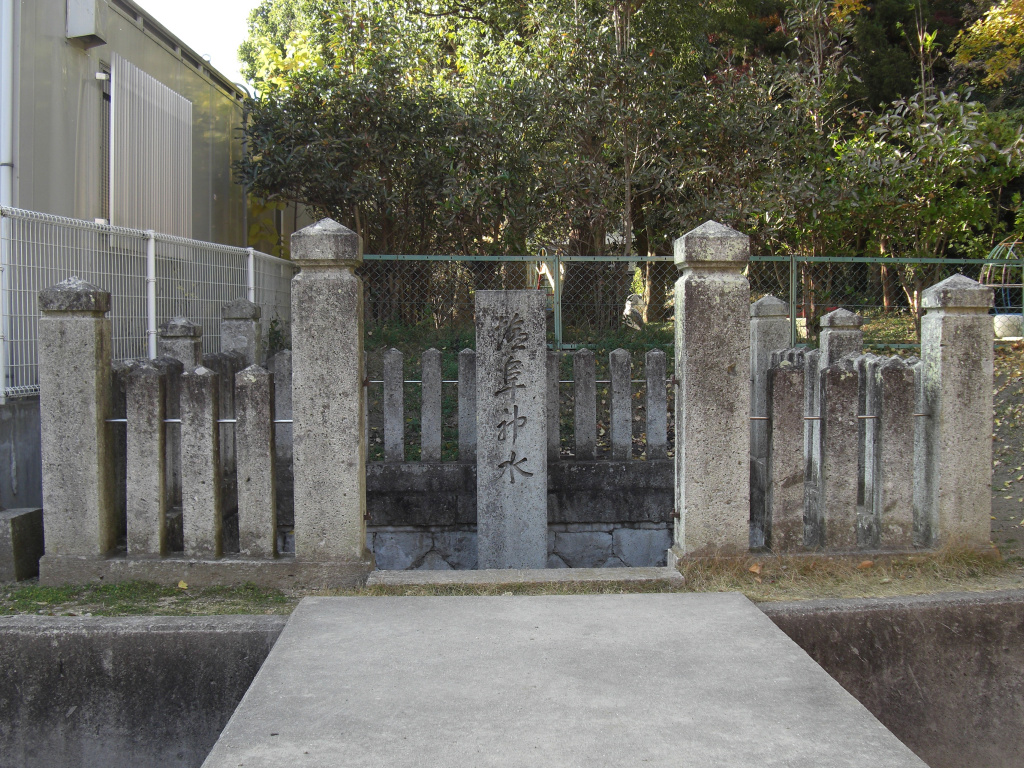
塩阜神水
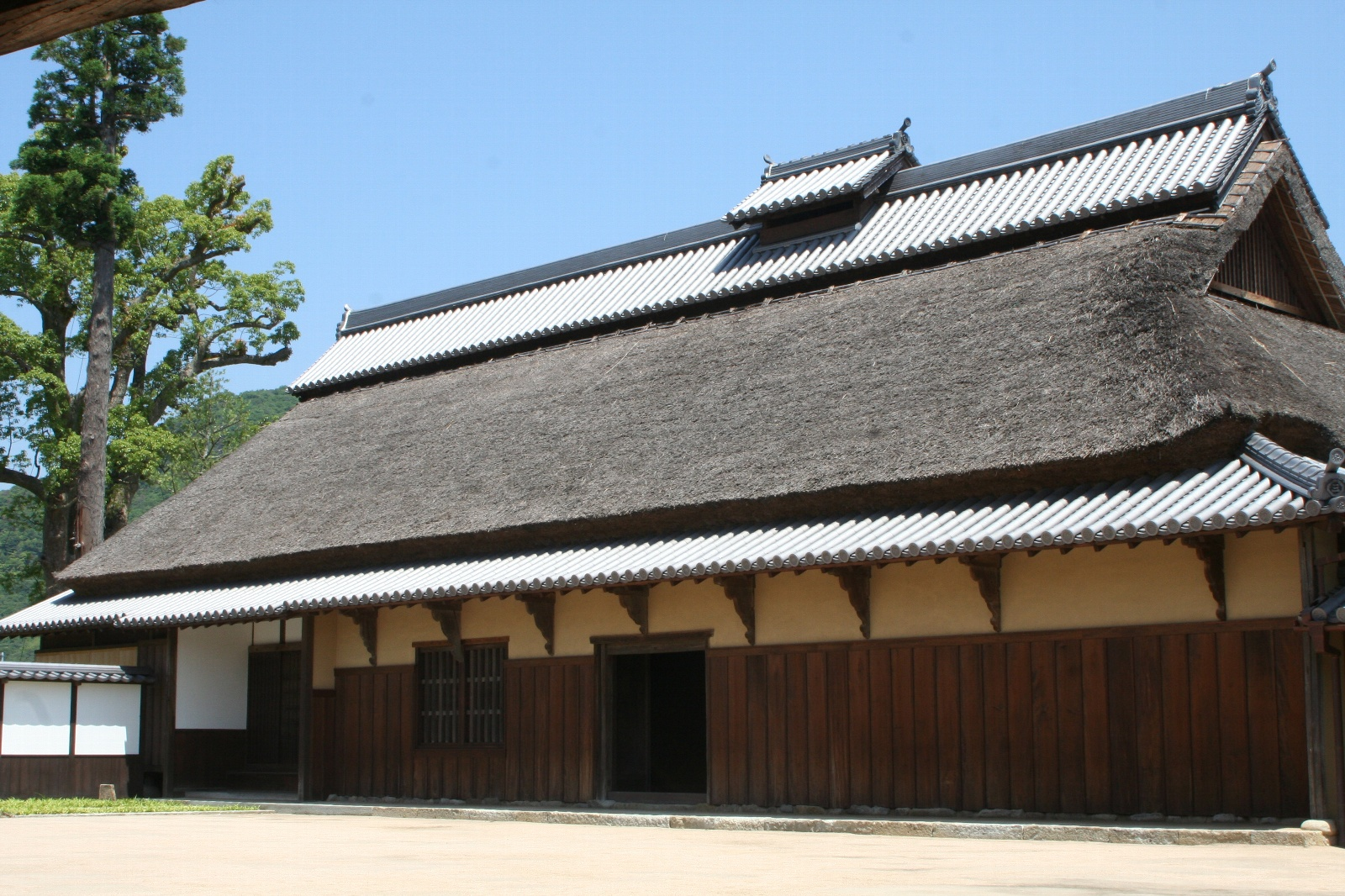
三木家住宅主屋
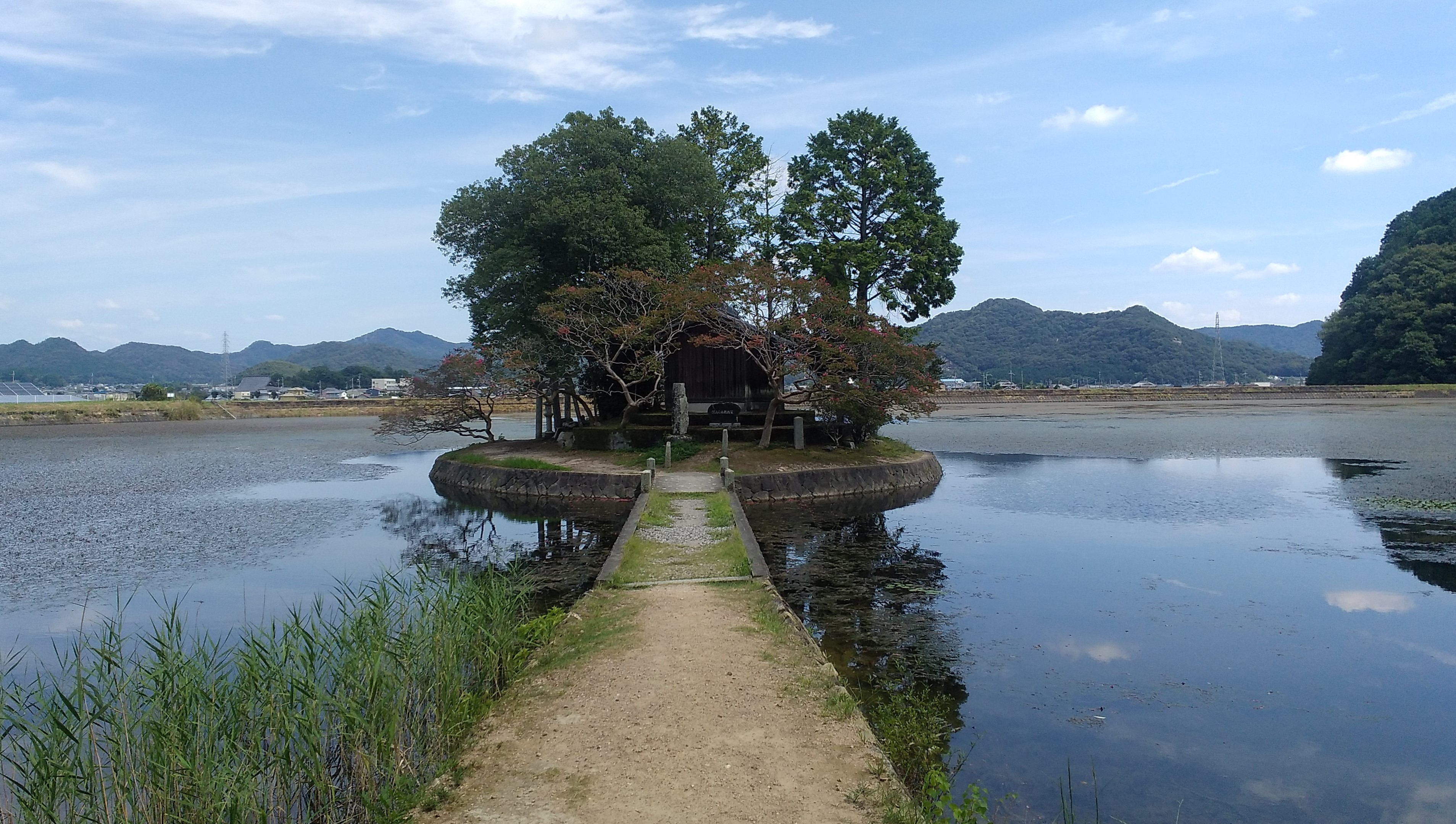
西池（鴨池）と須濱神社のある小島